# Modular
Modular – rodzaj funkcjonału na rzeczywistej przestrzeni liniowej. Pojęcie modularu służy do zdefiniowania tzw. przestrzeni modularnych, których szczególnym przypadkiem są przestrzenie Orlicza.

## Definicja
Jeśli {\displaystyle X} jest rzeczywistą przestrzenią liniową, to odwzorowanie {\displaystyle \varrho \colon X\to [0,\infty ]} nazywamy modularem (w przestrzeni {\displaystyle X}) gdy dla wszystkich {\displaystyle x,y\in X} oraz wszystkich nieujemnych liczb rzeczywistych {\displaystyle \alpha ,\beta } takich, że {\displaystyle \alpha +\beta =1} spełnione są warunki
1. {\displaystyle \varrho (x)=0} wtedy i tylko wtedy, gdy {\displaystyle x=0,}
2. {\displaystyle \varrho (x)=\varrho (-x),}
3. {\displaystyle \varrho (\alpha x+\beta y)\leqslant \varrho (x)+\varrho (y).}

Jeśli zamiast warunku 3 spełniony jest warunek
3' {\displaystyle \varrho (\alpha x+\beta y)\leqslant \alpha \varrho (x)+\beta \varrho (y),}
to odwzorowanie {\displaystyle \varrho } nazywamy modularem wypukłym.
Jeśli {\displaystyle \varrho } jest modularem w przestrzeni {\displaystyle X,} to zbiór {\displaystyle X_{\varrho }} tych elementów {\displaystyle x\in X,} dla których
{\displaystyle \lim _{\lambda \to 0}\varrho (\lambda x)=0}
nazywamy przestrzenią modularną.

## Własności
- Przestrzeń modularna {\displaystyle X_{\varrho }} jest podprzestrzenią liniową przestrzeni {\displaystyle X.}
- Jeśli {\displaystyle \varrho } jest modularem wypukłym w przestrzeni {\displaystyle X,} to odwzorowanie dane wzorem

{\displaystyle \|x\|_{\varrho }=\inf\{u>0\colon \,\varrho ({\tfrac {x}{u}})\leqslant 1\}} jest normą w przestrzeni {\displaystyle X_{\varrho }.}
- Jeśli {\displaystyle X} jest przestrzenią unormowaną, to norma jest modularem wypukłym w tej przestrzeni.

## Ciągi Cauchy’ego w przestrzeniach modularnych
Dla przestrzeni modularnych definiuje się pojęcie analogiczne do ciągu Cauchy’ego w przestrzeni metrycznej:
- Niech {\displaystyle X_{\varrho }} będzie przestrzenią modularną. Ciąg {\displaystyle (x_{k})_{k\in \mathbb {N} }} punktów tej przestrzeni nazywamy ciągiem Cauchy’ego (w przestrzeni modularnej {\displaystyle X_{\varrho }}), gdy dla każdej liczby {\displaystyle a>0} oraz każdego {\displaystyle \varepsilon >0} istnieje taka liczba {\displaystyle N,} że dla wszystkich {\displaystyle m,n>N}

{\displaystyle \varrho (a(x_{n}-x_{m}))<\varepsilon .}
- Przestrzeń {\displaystyle X_{\varrho }} nazywamy {\displaystyle \varrho }-zupełną, gdy dla każdego ciągu Cauchy’ego {\displaystyle (x_{k})_{k\in \mathbb {N} }} punktów tej przestrzeni istnieje {\displaystyle x\in X_{\varrho },} że

{\displaystyle \lim _{k\to \infty }\varrho (a(x_{k}-x))=0}
dla każdego {\displaystyle a>0.}
Okazuje się, że jeśli {\displaystyle \varrho } jest modularem wypułym to ciąg punktów przestrzeni modularnej jest ciągiem Cauchy’ego w przestrzeni modularnej wtedy i tylko wtedy, gdy jest ciągiem Cauchy’ego w przestrzeni unormowanej {\displaystyle (X_{\varrho },\|\cdot \|_{\varrho }).}